# عشابي (المهرة)

تعديل مصدري - تعديل

عشابي هي إحدى قرى عزلة حبروت بمديرية شحن التابعة لمحافظة المهرة، بلغ تعداد سكانها 32 نسمة حسب تعداد اليمن لعام 2004.